# Борг, Алекс
А́лекс Борг (англ. Alex Borg, род. 5 июня 1969 года) — мальтийский профессиональный игрок в снукер. 

## Биография
Стал профессионалом в 1992 году, но с тех пор больших успехов в профессиональном снукере не добился. Хотя Боргу регулярно давали уайлд-кард на турниры Malta Grand Prix и Кубок Мальты (где ему, в частности, удавалось побеждать Найджела Бонда и Джона Хиггинса), на других соревнованиях он ни разу не достигал даже 1/16 финала. Алекс Борг только три раза выходил в 1/32 финала рейтинговых турниров (и всё время это был Гран-при).
В качестве любителя Борг дважды выигрывал чемпионат Европы (в 2005 и 2006 годах), по одному разу — чемпионат Мальты (2008 г.) и Кубок Средиземноморья (2005 г.).